# Teti (Wesir)
Teti war ein altägyptischer Wesir während des Alten Reiches, der unter König Pepi II. (etwa 2245 bis 2180 v. Chr.) amtierte. Er ist von seinem Grab in Sakkara, nahe der Pepi-II.-Pyramide, bekannt. Er war unter anderem auch Geliebter des Gottes, Vater des Gottes, Ziehkind des Königs, ältester Königssohn, Vorsteher der Schreiber, Vorsteher der Doppelscheune und Vorsteher der Schatzhäuser. Außerdem war er Pyramidenstadtvorsteher an den Pyramiden von Pepi I. und Pepi II. Seine genaue chronologische Einordnung innerhalb der Regierungszeit von Pepi II ist unsicher, wahrscheinlich amtierte er eher an deren Ende. Teti hat ein ausgesprochen großes Grab im Vergleich mit seinen Zeitgenossen. Vor allem die Titel Geliebter des Gottes, Vater des Gottes, Ziehkind des Königs, ältester Königssohn sind auffällig und wurden zu dieser Zeit normalerweise nicht von Wesiren getragen. Dies alles deutet darauf hin, dass Teti eine besonders machtvolle Person war. Bei den Würdenträgern, die Geliebter des Gottes, Vater des Gottes waren, handelt es vielleicht um die, die dem König die Krone auf den Kopf setzten. Ziehkind des Königs belegt, dass er am Palast seine Erziehung erhielt. Ältester Königssohn mag andeuten, dass er tatsächlich Sohn eines Königs war. Der Titel wurde oft an hohe Beamte verliehen, die keine Königskinder waren, doch ist er am Ende der 6. Dynastie selten für Wesire belegt, sodass er hier vielleicht wörtlich zu verstehen ist.